# Небо, засыпай
«Небо, засыпай» — песня, записанная певицей МакSим и выпущенная в качестве сингла, в 2009 году. Композиция была написана МакSим. Позже была записана совместно с рэпером Лигалайзом и использована для рекламы фильма «Тарас Бульба».

## Предыстория и релиз
Песня написана певицей самостоятельно, ещё задолго до того, как фильм «Тарас Бульба» был снят и ещё в 2008 году она попала в интернет под различными названиями — «Колыбельная» и «Птицы». После того, как МакSим поступило предложение об использовании композиции в качестве саундтрека, было решено перезаписать песню, пригласив к сотрудничеству рэпера Лигалайза, который дописал к песне рэп-вставки и самостоятельно спродюсировал новую версию песни. Продюсер Лигалайза Александр Талмацкий высказал мнение, что: «Если внимательно послушать текст, „Колыбельная“ по сути выражает идею всего фильма. Продюсеры — молодцы, что придумали использовать эту песню в промо „Тараса Бульбы“. Уже сами имена Лигалайза и МакSим привлекли к фильму огромную аудиторию».
Сама композиция не звучит в фильме. Использование её для промоушена вызвало возмущение у Игоря Корнелюка, который выступил композитором музыки к фильму. В частности, в одном из интервью, он сказал, что: «Мне кажется, что это дезинформация зрителей. Возникает ощущение, что певица поёт песню из фильма, но в „Тарасе Бульбе“ такой песни нет. Да и не может быть, это ведь 16-й век. А эта колыбельная имеет к Гоголю такое же отношение, как к „Семнадцати мгновениям весны“».
Позже появилась информация, что песня войдёт в один из будущих альбомов Лигалайза.
Песня вошла в третий альбом МакSим «Одиночка» под названием «Птицы», записанная без участия Лигалайза.

## Музыка и лирика
Гуру Кен писал, что в данной песне звучание МакSим неожиданно уходит «в сторону фолк-поп-рока», а Иванов-Ножиков, из «NewsLab.ru», писал, что песня напоминает пелагеевский этно-поп. В песне также есть элементы романса и она основана на гитарном рифе. Стихи композиции представляют собой колыбельную.

## Список композиций
- Радиосингл[8]

| №  | Название                | Автор(ы)         | Длительность |
| -- | ----------------------- | ---------------- | ------------ |
| 1. | «Небо, засыпай (Птицы)» | Марина Максимова | 4:04         |

## Критика и чарты
На сайте проекта «МирМэджи» написали, что песня получилась неудачной, и отметили, что она имеет «обычный гитарный риф и вялый звук». Алексей Мажаев положительно описал песню, сказав, что здесь МакSим «полностью вычитая попсовую составляющую, выдает проникновенную колыбельную». Денис Ступников отмечал, что «стилизованная под колыбельную песня „Птицы“ окончательно утверждает слушателя в мысли, что вскоре МакSим будет работать на аудиторию, которая пока не доросла до творчества группы „Мельница“».
Песня не имела особого успеха в радиочарте стран СНГ, добрашись лишь до 99 позиции.

| Страна/территория (Чарт)      | Высшая позиция |
| ----------------------------- | -------------- |
| Tophit Общий Топ-100          | 99             |
| Tophit Топ-100 по заявкам     | 23             |
| Tophit Московский Топ-100     | 128            |
| Tophit Киевский Топ-100       | 139            |
| Красная звезда. Народный чарт | 63             |

| Страна/территория (Чарт)        | Высшая позиция |
| ------------------------------- | -------------- |
| Красная звезда. Народный чарт   | 78             |
| Красная звезда. Экспертный чарт | 15             |
| Красная звезда. Сводный чарт    | 97             |

| Страна/территория (Чарт)        | Высшая позиция |
| ------------------------------- | -------------- |
| Красная звезда. Народный чарт   | 94             |
| Красная звезда. Экспертный чарт | 37             |

| Страна/территория (Чарт)  | Высшая позиция |
| ------------------------- | -------------- |
| Tophit Топ-200 по заявкам | 171            |

## Участники записи
- МакSим — автор, вокал, продюсер (альбомная версия)
- Лигалайз — автор, продюсер (сингловая версия)
- Анатолий Стельмачёнок — сведение
- Алексей Прокофьев — аранжировка